# Christian Navarro
Christian Lee Navarro (Bronx, 21 de agosto de 1991) é um ator norte-americano. Ele é conhecido por seus papéis como Tony Padilla na série original Netflix 13 Reasons Why baseado no romance de Jay Asher, Jorge em Vinyl e Carlos Gomez em Rosewood.

## Vida e Carreira
Navarro nasceu em Nova Iorque, onde cursou o ensino médio na escola de artes Professional Performing Arts School.
O primeiro papel de Navarro foi em 2005 quando ele tinha quatorze anos, interpretando um infectado no filme Dia dos Mortos 2: O Contagio.
Em 2007, Navarro interpretou Paco Mendoza em Law & Order: Criminal Intent exibida pela NBC (2001-2007) e USA Network (2007-2011).
Em 2009, Navarro atuou na peça The Secret Agenda of Trees de Colin McKenna, interpretando um soldado chamado Carlos, que estava servindo no Iraque.
Navarro já apareceu em vários comerciais, séries e filmes, em um deles como Jorge em quatro episódios de Vinyl exibida pela HBO, Sidekick em The Tick e como Carlos Gomez no piloto de Rosewood, ambas exibidas pela FOX.
Em 2017, Navarro interpretou Tony Padilla no original Netflix 13 Reasons Why, esse foi o seu primeiro trabalho como papel principal.

## Filmografia

### Filmes
| Ano  | Título original              | Título no Brasil             | Título em Portugal            | Papel       | Notas       |
| ---- | ---------------------------- | ---------------------------- | ----------------------------- | ----------- | ----------- |
| 2005 | Day of the Dead 2: Contagium | Dia dos Mortos 2: O Contagio | O Dia dos Mortos 2 - Contágio | O Infectado |             |
| 2009 | Run It                       | —                            | —                             | John White  |             |
| 2017 | Bushwick                     | Ataque a Bushwick            | —                             | Eduardo     |             |
| 2018 | Can You Ever Forgive Me?     | —                            | —                             |             | Em produção |

### Televisão
| Ano       | Título                       | Papel        | Notas                                            |
| --------- | ---------------------------- | ------------ | ------------------------------------------------ |
| 2007      | Law & Order: Criminal Intent | Paco Mendoza | Episódio "Senseless"                             |
| 2013      | Blue Bloods                  | Uniforme #1  | Episódio "To Protect and Serve"                  |
| 2014      | Taxi Brooklyn                | Waiter Bobby | Episódio "Double Identity"                       |
| 2014      | The Affair                   | Jed          | 1 episódio                                       |
| 2015      | Rosewood                     | Carlos Gomez | Episódio "Pilot"                                 |
| 2016      | Vinyl                        | Jorge        | 4 episódios                                      |
| 2017      | The Tick                     | Sidekick     | Episódio "The Tick"                              |
| 2017-2020 | 13 Reasons Why               | Tony Padilla | Elenco principal, Original Netflix; 26 episódios |